# Qvarqvaré V Jakéli
Qvarqvaré ou Kvarkvaré V Jakéli (mort en 1535) est prince ou atabeg du Samtskhe de 1515 à 1535.

## Biographie
Qvarqvaré V est le fils et successeur de Mzétchabouk Ier Jakéli. 
En 1520, une armée ottomane envahit le Saathabago. Qvarqvaré V se réfugie avec la population dans les places fortes du pays. Les Ottomans traversent le Samtskhe vers l’est sans être inquiétés et entrent dans le Traleth, puis dans le Karthli où ils sont écrasés par le roi David X de Karthli. Au lieu d’attaquer les fuyards qui refluent, Quarvquaré V les ravitaille et les laisse rejoindre leur base. L’atabeg soutient ensuite son voisin David X contre les Perses de Chah Ismaïl Ier qui ont attaqué le Karthli par l’est et assiègent Tiflis. En représailles, les troupes iraniennes ravagent le Samtskhe.
Qvarqvaré V doit ensuite faire face à la vengeance de Bagrat III d'Iméréthie dont le pays a été attaqué en 1512 avec la  complicité passive de Mzétchabouk Ier Jakéli. Mettant à profit les destructions opérées par les Iraniens dans le Samtskhe et la disparition en 1534  du roi Georges IX de Karthli, le successeur de David X, Bagrat III, allié au Dadian et au Gouriel, envahit le Samtskhe. Qvarqvaré V Jakéli rassemble ses troupes pour résister mais il est vaincu et pris au combat de Moudjakheth le 3 juin 1535. Il est amené à Bagrat III, qui le conduit prisonnier en Iméréthie où il ne tarde pas à mourir en captivité à Ghélati.

## Postérité
De son épouse Anne, fille de Soulkhan, prince Schaliskaschvili, Qvarqvaré V laisse deux fils :
- Mzétchabouk, mort en 1532/1535 ;
- Kai-Khosrov II Jakéli.